# Iredentizam
Iredentizam je naziv za nacionalističke pokrete i ideologije koje se zalažu za mijenjanje državnih granica kako bi etničke manjine koje žive na pojedinom prostoru došle pod vlast države gdje čine većinu.
Naziv dolazi od izraza Italia Irredenta kojega su u drugoj polovici 19. stoljeća koristili talijanski nacionalisti kako bi opisali područja sa značajnom talijanskom manjinom koji su nakon prekida ujedinjenja Italije ostali izvan vlasti nove talijanske države.
S obzirom na to da u Europi, osobito njenim istočnim dijelovima, granice gotovo nikad nisu ili nisu mogle biti povučene u skladu s etničkim sastavom stanovništva (koji se isto tako mijenjao u skladu s raznim ekonomskim, političkim i demografskim trendovima), gotovo svaka nacionalna država u 20. stoljeću, na jedan ili drugi način imala svoj vlastiti iredentistički pokret ili bila pogođena istim.
Iredentizam je danas službena politika nekih država i uzrok tinjajuće nestabilnosti u mnogim dijelovima svijeta (spor Indije i Pakistana oko Kašmira, kinesko nepriznavanje Tajvana kao neovisne države itd.).
Raspadom SFRJ i nestankom velike i vojno snažne države te pojavom stanovništvom malobrojnih država na njenim istočnim granicama, u Italiji su u stranačkim krugovima, od ekstremnih pa do onih vladajućih krugova, oživile iredentističke težnje prema teritorijima Hrvatske i Slovenije. 

Mekušastom politikom hrvatskih vladajućih krugova 2000-ih godina, isti su sa svojim ispadima postajali sve drskiji, tako da su i vladini ministri i na koncu sami talijanski predsjednik dali izjave iredentističke, revizionističke i ekspanzionističke naravi. 

Iste izjave, odlikovanja revizionističkih organizacija i izdavanja poštanskih maraka iredentističke naravi su povukili i najoštrije diplomatske poteze službenog Zagreba i Ljubljane.

12. prosinca 2007., Talijanska pošta je izdala poštansku marku s fotografijama grada Rijeke s tekstom "Istočna zemlja koja je bila talijanska" ("Fiume-terra orientale gia` italiana").

## Moderni iredentistički pokreti
- albanski iredentizam
- bosanski iredentizam
- izraelski iredentizam
- jugoslavenski iredentizam
- katalonski iredentizam
- mađarski iredentizam
- njemački iredentizam
- srpski iredentizam
- talijanski iredentizam